# Principes élémentaires de propagande de guerre
Principes élémentaires de propagande de guerre (utilisables en cas de guerre froide, chaude ou tiède...)  est un livre, paru en 2001, de l'historienne Anne Morelli, professeur à l'université libre de Bruxelles et spécialiste de la critique historique appliquée aux médias modernes. Il a été traduit en néerlandais, italien, espagnol, allemand, espéranto et japonais, et réédité avec des ajouts en 2006, et réédité à nouveau en 2023 aux éditions Aden (Bruxelles).
S'inspirant du livre de l'homme politique britannique Arthur Ponsonby, Falsehood in Wartime, paru en 1928, Anne Morelli décrit les mécanismes essentiels de la propagande moderne utilisée aussi bien durant la Première Guerre mondiale qu'au cours de conflits plus récents (Yougoslavie, guerre du Golfe, Kosovo et Métochie, Afghanistan, Irak, Ukraine).
Les dix « commandements » mis en avant par l'auteur sont avant tout une grille d’analyse pédagogique et critique. Elle n’a pas pour but de prendre parti, ou de prendre la défense des « dictateurs », mais de constater la régularité de ces principes dans le champ médiatique et social. Au ban des accusés, on retrouve tant les vaincus que les vainqueurs :  
« Je ne tenterai pas de sonder la pureté des intentions des uns ou des autres. Je ne cherche pas ici à savoir qui ment et qui dit la vérité, qui est de bonne foi et qui ne l’est pas. Mon seul propos est d’illustrer les principes de propagande, unanimement utilisés, et d’en décrire les mécanismes. ».

## Sources de l'ouvrage
Dès les premières pages de son ouvrage, Anne Morelli remercie le diplomate britannique travailliste Arthur Ponsonby, pacifiste hostile à l’entrée en guerre de la Grande-Bretagne en 1914 et qui a largement contribué à l’élaboration des principes de propagande de guerre. Après s’être illustré par divers pamphlets durant la Première Guerre mondiale, il avait fini par publier, en 1928, Falsehood in Wartime (en), livre sur ces mécanismes de propagande qu’Anne Morelli reprend, réactualise et systématise en dix principes élémentaires.

## Dix principes élémentaires
Dans une série de dix chapitres pédagogiques, Anne Morelli illustre par des exemples chacun des dix principes :
1. nous ne voulons pas la guerre ;
2. le camp adverse est le seul responsable de la guerre ;
3. le chef du camp adverse a le visage du diable (ou « l'affreux de service ») ;
4. c'est une cause noble que nous défendons et non des intérêts particuliers ;
5. l'ennemi provoque sciemment des atrocités, et si nous commettons des bavures c'est involontairement ;
6. l'ennemi utilise des armes non autorisées ;
7. nous subissons très peu de pertes, les pertes de l'ennemi sont énormes ;
8. les artistes et intellectuels soutiennent notre cause ;
9. notre cause a un caractère sacré ;
10. ceux (et celles) qui mettent en doute notre propagande sont des traîtres[8].

## Accueil critique
Pour Serge Halimi, « certaines de ces maximes – Le camp adverse est seul responsable du conflit ; nous défendons une cause noble, pas des intérêts égoïstes ; notre adversaire commet des atrocités, nous ne sommes responsables que de bavures ; ceux qui nous critiquent sont des agents de l’ennemi – ont une actualité hélas assez fraîche. Car, du bobard allié de la première guerre mondiale sur les mains des enfants belges coupées par les Allemands aux bébés koweïtiens prétendument extraits de leurs couveuses par des soldats irakiens, sans oublier l’appellation infamante de « complices de Milosevic » attribuée aux adversaires de l’OTAN pendant la guerre du Kosovo, les mêmes techniques d’intimidation n’ont cessé d’être employées. Avec parfois le soutien d’intellectuels incapables d’oser penser contre le pouvoir. ».
Sur le site de l'Appel pour une école démocratique (Aped), Ph. Schmetz voit, dans Principes élémentaires de propagande de guerre, « un livre de vulgarisation d’un abord vraiment facile, [...], au style incisif et non dénué d’humour. » Il souligne que l'actualité est pleine d'occasions de vérifier combien les principes d'Arthur Ponsonby repris par Anne Morelli sont pertinents.

## Traductions
- (de) Die Prinzipien der Kriegspropaganda (traduit par Marianne Schönbach), zu Klampen, 2004, 156 pages (deuxième édition en 2014)
- (es) Principios elementales de la propaganda de guerra: utilizables en caso de guerra fría, caliente o tibia (traduit par Eva Sastre Forest), Hiru, 2001, 158 pages
- (nl) Elementaire principes van oorlogspropaganda: bruikbaar in geval van koude, warme of lauwe oorlog... (traduit par E. Peeters), Epo, Uitgeverij, 2003, 127 pages
- (it) Principi elementari della propaganda di guerra. Utilizzabili in caso di guerra fredda, calda o tiepida... (traduit par S. Calzavarini), Ediesse, 2005, 146 pages
- (eo) Elementaj principoj de milita propagando. Uzeblaj dum malvarma, varma aŭ varmeta milito… (traduit par Jean-Claude Thumerelle), Espéranto-France, 2024, 128 pages

## Autre publication sur le sujet
- Les principes de Ponsonby et la propagande de la République, in Denis Rolland, Didier Georgakakis, Yves Déloye (dir.), Les Républiques en propagande :  Pluralisme politique et propagande : entre déni et institutionnalisation – XIXe – XXIe siècles, L'Harmattan, Paris, 2006, pages 229-256.